# City-Hochhaus de Leipzig
À ne pas confondre avec la City-Hochhaus de Francfort-sur-le-Main
La City-Hochhaus de Leipzig est un gratte-ciel sur l'Augustusplatz à Leipzig en Allemagne.
Il est construit à côté de l'université de 1968 à 1972 et était lors de son inauguration le plus haut immeuble d'Allemagne avec 142 m. (153 m. avec l'antenne). Il est aujourd'hui le 24e d'Allemagne et le 2e de l'ex-Allemagne de l'Est après la Jentower à Iéna de 144,5 m.
Sa forme unique est censée représenter un livre partiellement ouvert. Il a été vendu en 2007 à la banque américaine Merrill Lynch.
Elle est parfois familièrement appelée Uniriese (« le géant de l'université »), Weisheitszahn (« la dent de sagesse ») ou Steiler Zahn (« la dent à pic »).

## Histoire
L'architecte Hermann Henselmann (1905-1995), qui peu de temps après fut également chargé de planifier la tour Zeiss à Iéna (aujourd'hui Jentower), conçue dans le cadre de la refonte du campus de l'université de Leipzig sur ce qui était alors la Karl-Marx-Platz (depuis octobre 1990 Augustusplatz) le gratte-ciel universitaire caractéristique, dont la construction a commencé en 1968. Sa structure portante est en béton armé. Après la réunification, l'université a commencé à envisager de vendre le bâtiment en 1994, car le coût estimé de la rénovation se situait entre 240 et 300 millions de Deutsche Mark était significatif. Ce n'est que quatre ans plus tard, en mai 1998, que le rectorat de l'université a finalement décidé de quitter l'immeuble de grande hauteur. Les tentatives de vente pendant plusieurs années ont échoué et, dans les années 1999 à 2002, l'ancien gratte-ciel universitaire a été entièrement rénové. L'ancienne façade en aluminium a été remplacée par des dalles de granit chinois et la hauteur des fenêtres a été augmentée aux dix étages supérieurs.
Depuis 2006, diverses entreprises ont loué les bureaux de la tour. Le bâtiment a été vendu en mars 2007 par le gouvernement de l'État saxon à la banque d'investissement américaine Merrill Lynch, représentée par CRE Resolution GmbH. Fin 2016, l'immeuble figurait dans le rapport financier d' Aroundtown Property Holdings.
Les locataires comprennent Leipziger Tourismus und Marketing GmbH, MDR et le restaurant panoramique "Panorama Tower - Plate of Art" à une hauteur de 110 mètres au 29e étage. Depuis mars 2008, European Energy Exchange (c'est la Bourse européenne de l'électricité et de l'énergie EEX) a son siège dans la City-Hochhaus.

## Panoramique
En raison de la hauteur et de l'emplacement de la maison dans le centre-ville, elle offre une vue panoramique sur toute la ville. Depuis 1972, le "Panorama Café" se trouvait aux 26e et 27e étages à l'époque de la RDA, mais a été fermé en 1991. En 2002, après la rénovation de la maison, le nouveau restaurant panoramique a été ouvert. Le restaurant opère maintenant sous le nom de "Plate of Art". Il a été repensé en 2007 selon les plans de l'architecte Rüdiger Renno et du designer Till Brömme.
Un escalier mène de l'étage du restaurant à la plate-forme d'observation ouverte au 31e étage. À une hauteur de 120 mètres, il offre un bon aperçu du centre-ville et bien au-delà de la région de Leipzig. Ce n'est que vers l'est-sud-est que la flèche obstrue la vue. Entre autres, si l'air est suffisamment clair, il y a le Fichtelberg (110 km), l'Auersberg (100 km), le Kulpenberg, le Wurmberg, le Brocken (132 km), le Viktorshöhe (98 km) et même quelques sommets de l'Erzgebirge en République tchèque (par exemple Jeleni Hora, 109 km) à voir. La plate-forme est une destination touristique populaire.

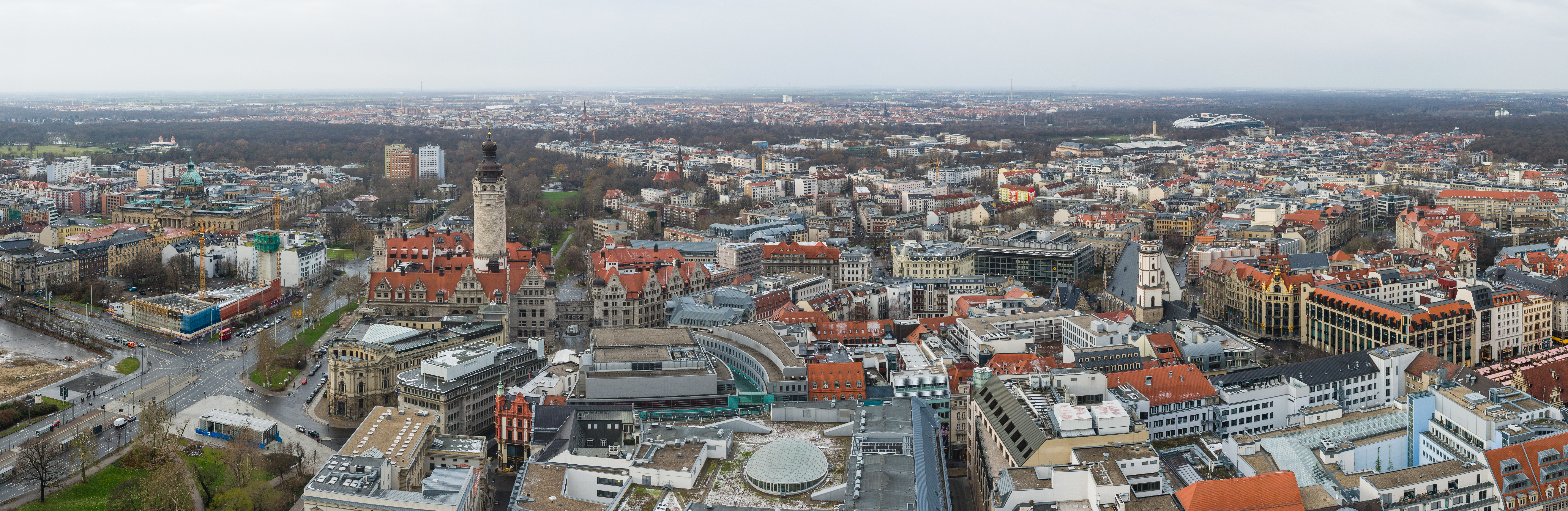
Vue vers l'ouest depuis la terrasse d'observation (2013)

Vue panoramique d'environ 180° vers le sud (2010)